# Козет
Козет (рос. Козет, адиг. Козэт) — аул у республіці Адигеї, піпорядкований Козетському сільському поселенню Тахтамукайського району. Населення становить 1818 осіб (2013).

## Географія
Аул розташований на лівому березі річки Кубань напроти міста Краснодара, за 5 км на схід від Яблоновського мосту.

## Історія
Аул заснований у 1796 році.

## Населення
Населення аулу за останні роки:
- 2002 — 1664[3];
- 2010 — 1766[4]:
- 2012 — 1785[5];
- 2013 — 1818.